# Heybourn
A. W. Heybourn & Company war ein britischer Automobilhersteller aus Maidenhead (Berkshire), der nur 1914 tätig war. Der Markenname lautete Heybourn.
Das einzige Modell war ein Cyclecar. Der Wagen wurde von einem Einzylindermotor von der Stag Company angetrieben, der 5,5 bhp (4,0 kW) leistete.